# Ateny (osada leśna)
Ateny – osada leśna w Polsce położona w województwie podlaskim, w powiecie augustowskim, w gminie Nowinka.